# Nucleo elicotteri carabinieri
Il Nucleo Elicotteri Carabinieri (NEC) è un reparto di volo, costituente il Servizio aereo carabinieri (SA), alle dipendenze del Raggruppamento Aeromobili Carabinieri (RAC), che si occupa del supporto aereo alle unità di terra.

## Storia

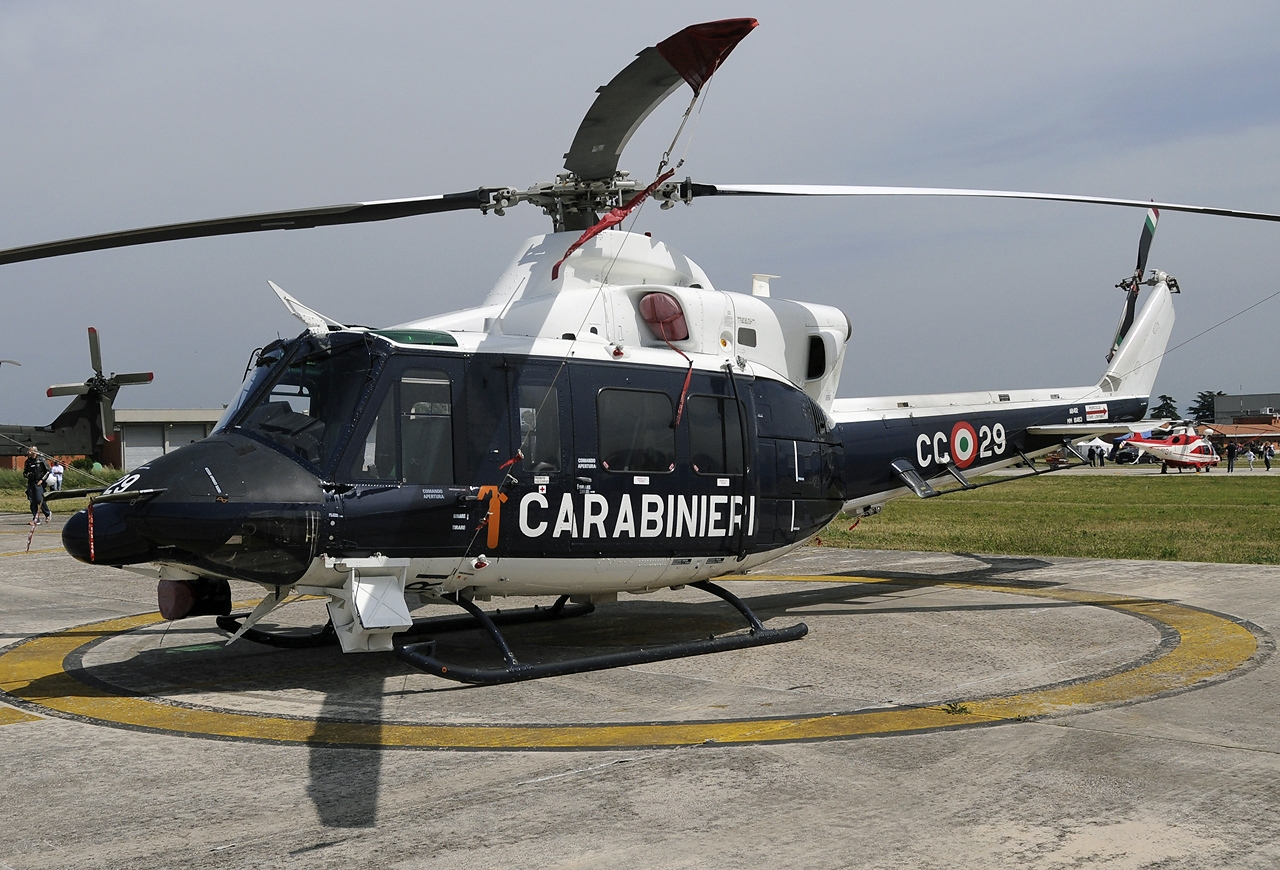
Agusta Bell 412

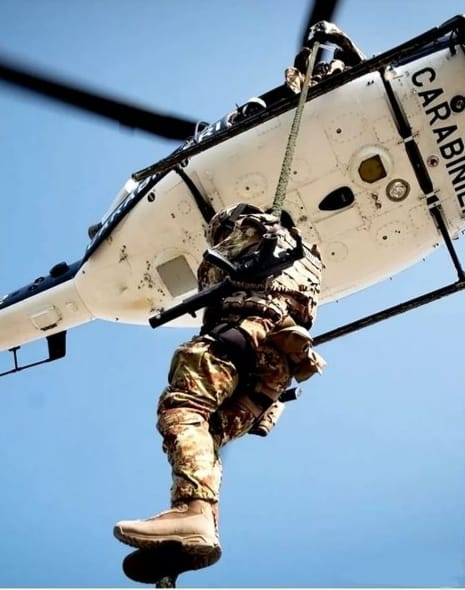
Operatore dello Squadrone eliportato carabinieri Sicilia durante discesa da AB 412 del 12º NEC

Nel 1965 furono istituiti i primi tre nuclei elicotteri,  a Bolzano, Cagliari-Elmas e Palermo-Boccadifalco, alle dipendenze del centro elicotteri di Pratica di Mare. I primi elicotteri furono della serie AB-47. Negli anni vennero costituiti gli altri dieci nuclei. Dal 1984 iniziarono a venire impiegati gli elicotteri AB-412, attualmente 32 in servizio.

## I nuclei
| Nome                                    | Base                                                | Mezzi in uso                                |
| Nucleo Elicotteri Pratica di Mare       | Pratica di Mare                                     | AB 412, AW109 Nexus, AW 139, AW169, AW119kx |
| Nucleo Elicotteri Carabinieri Roma-Urbe | Roma-Urbe (ex CFS)                                  | AB-412 OH-500D                              |
| 1º NEC Nucleo Elicotteri Carabinieri    | Volpiano (TO)                                       | AB-412                                      |
| 2º NEC Nucleo Elicotteri Carabinieri    | Bergamo-Orio al Serio                               | AW-109 Nexus                                |
| 3º NEC Nucleo Elicotteri Carabinieri    | Bolzano                                             | AW169                                       |
| 4º NEC Nucleo Elicotteri Carabinieri    | Pisa San-Giusto                                     | AB 412, AW 139                              |
| 5º NEC Nucleo Elicotteri Carabinieri    | Pescara (ex CFS) (precedentemente Ancona-Falconara) | AB-412EP, OH-500D                           |
| 6º NEC Nucleo Elicotteri Carabinieri    | Bari-Palese                                         | Aw169, AW109N                               |
| 7º NEC Nucleo Elicotteri Carabinieri    | Salerno-Pontecagnano                                | AB-412, A-109                               |
| 8º NEC Nucleo Elicotteri Carabinieri    | Vibo Valentia                                       | Aw169                                       |
| 9º NEC Nucleo Elicotteri Carabinieri    | Palermo-Boccadifalco                                | AW 109 Nexus                                |
| 10º NEC Nucleo Elicotteri Carabinieri   | Olbia-Venafiorita (SS)                              | AB-412                                      |
| 11º NEC Nucleo Elicotteri Carabinieri   | Cagliari-Elmas                                      | Aw169                                       |
| 12º NEC Nucleo Elicotteri Carabinieri   | Catania-Fontanarossa                                | AW169                                       |
| 13º NEC Nucleo Elicotteri Carabinieri   | Forlì                                               | AW-109 Nexus                                |
| 14º NEC Nucleo Elicotteri Carabinieri   | Belluno (ex CFS) (precedentemente Treviso)          | AB-412                                      |
| 15º NEC Nucleo Elicotteri Carabinieri   | Villanova d'Albenga (SV)                            | AW-109 Nexus                                |
| 16º NEC Nucleo Elicotteri Carabinieri   | Rieti (ex CFS)                                      | AB-412, OH-500D                             |